# Torre del Molí (Caudiel)
La Torre del Molí, també denominada com Torre d'Aníbal, és una torre defensiva medieval, ubicada als afores de la vila de Caudiel (Alt Palància, País Valencià).

## L'edifici
Té forma cilíndrica, construïda amb material de conglomerat de pedra i cal, que uneix blocs de pedra regulars. Està coberta amb una cúpula revestida de teixes, que va substituir una anterior coberta plana i amb merlets.
Està dividida en tres altures, tot usant-se com a aljub la planta baixa. A la façana hi ha una fornícula, que pot assenyalar la presència d'una finestra. Es creu que l'entrada actual és diferent a l'original, que devia ser a major altura.
El 1993 va ser restaurada per l'Escola Taller d'Altura.

## Història
Ha estat atribuïda a Aníbal, i hi ha la hipòtesi que els seus ciments són d'origen romà. Prop de la torre hi discorria una variant de la Via Augusta, que evitava les costeres del Ragudo. Així, el nom de Torre d'Aníbal prové de la llegenda que conta que el púnic va romandre per aquestes contrades durant dos anys mentre preparava l'atac a Sagunt. Segons Plini el Vell, Hirci i Titus Livi, estes torres rebien el nom de Turris Hannibalis, i s'alçaven en turons com a torres de guaita contra lladres o enemics, tot comunicant-se amb altres torres de la zona. En aquest cas, se suposa que aquesta es comunicava amb una altra situada a Sant Roc, Viver.
La torre va tindre ús defensiu durant l'època musulmana i la conquesta cristiana, i va estar vinculada al Castell de Xèrica.
Als voltants s'han trobat soterraments i monedes.